# Mastercastle
Mastercastle är ett heavy metal-band från Italien.

## Historia
Bandet grundades i juni 2008 av Pier Gonella (gitarr) och Giorgia Gueglio (sångare).
De spelade mycket i Italien och de gjorde även sin första demokassett 2008, som bestod av sångerna "Words are Swords", "Princess of love", "Space" och "My screams". Det var genom demon som de fick ett kontrakt hos Lion Music.
I april 2009 släpptes deras debutalbum "The Phoenix". Albumet fick också ett stort intresse i Japan, där de fick kontrakt hos "Spiritual Beast".
I juni 2010 släpptes deras andra album "Last Desire" över hela världen..

## Medlemmar
Nuvarande medlemmar
- Pier Gonella – gitarr (2008– )
- Giorgia Gueglio – sång (2008– )
- Steve Vawamas – basgitarr (2008– )
- Alessio Spallarossa – trummor (?– )

Tidigare medlemmar
- Alessandro Bissa – trummor (2008–2012)
- John Macaluso – trummor (2012–2013)
- Francesco La Rosa – trummor (2013–?)

## Diskografi

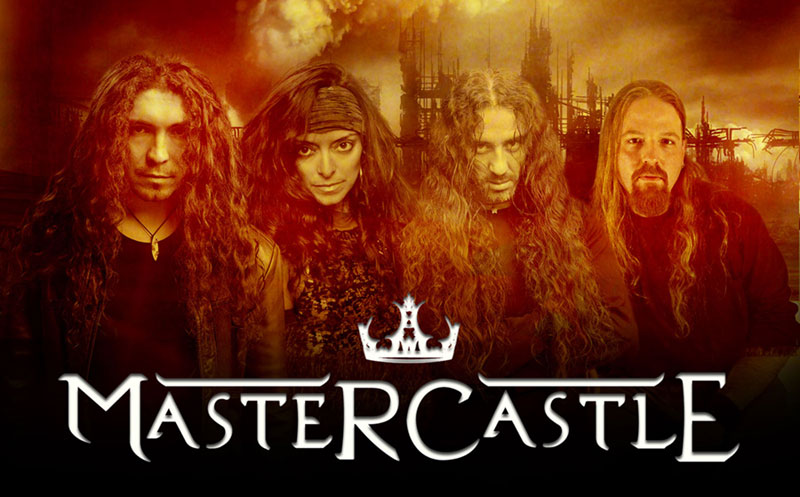
Mastercastle 2010

| Studioalbum  | Studioalbum | Studioalbum                          | Studioalbum                  |
| ------------ | ----------- | ------------------------------------ | ---------------------------- |
| Band         | Utgivet     | Titel                                | Skivbolag                    |
| Mastercastle | 2009        | The Phoenix                          | Lion Music - Spiritual Beast |
| Mastercastle | 2010        | Last Desire                          | Lion Music                   |
| Mastercastle | 2012        | Dangerous Diamonds                   | Lion Music                   |
| Mastercastle | 2013        | On Fire                              | Lion Music                   |
| Mastercastle | 2014        | Enfer (De la Bibliothèque Nationale) | Scarlet Records              |
| Mastercastle | 2017        | Wine of Heaven                       | Scarlet Records              |